# ملخص عن العلاقات
يقدم المخطط التفصيلي التالي عرض عام ودليل موضعي عن العلاقات الشخصية.
قد تقوم العلاقة الشخصية (وهي العلاقة بين شخصين أو أكثر)؛ على الارتباط على الثبات أو الحب أو التضامن أو التفاعلات التجارية المعتادة أو نوع آخر من الالتزام الاجتماعي. تتشكل العلاقات الشخصية في سياق التأثيرات الاجتماعية والثقافية وغيرها.

## جوهر العلاقات
العلاقة بين الأشخاص
- العلاقات الاجتماعية – هي العلاقة بين شخصين (أي الثنائية) أو ثلاثة (أي المثالثة) أو أكثر (أي الجماعة أفراد من مجموعة اجتماعية). تشكل العلاقات الاجتماعية أساس البنية المجتمعية.
- الإجراءات الاجتماعية – الأفعال التي تأخذ في الاعتبار تصرفات وردود فعل الأفراد (أو " الوكلاء"). وفقًا لما ذكره ماكس ويبر، "يعتبر الفعل اجتماعيًا إذا تصرف الشخص بعد أخذه في عين الاعتبار سلوك الآخرين ومنثم تصرف بحسب هذا الاعتبار" (Secher 1962) .

## أنواع العلاقات

### العضوية في مجموعة اجتماعية
مجموعة اجتماعية – يتكون من اثنين أو أكثر من البشر الذين يتفاعلون مع بعضهم البعض، ويبادلون خصائص مماثلة ويكون هناك شعور بالوحدة. بموجب هذا التعريف، يمكن اعتبار المجتمع كمجموعة كبيرة، على الرغم من أن معظم الفئات الاجتماعية أصغر بكثير.
- الثنائية – مجموعة من شخصين. «الثنائية» هي صفة تستخدم لوصف هذا النوع من التواصل / التفاعل وهي أصغر مجموعة اجتماعية ممكنة.
- المثالثة – مجموعة من ثلاثة أشخاص. هم أكثر استقرارا من الثنائية. يقلل من التفاعل المكثف ويستند بشكل أقل على المرفقات الشخصية وأكثر على القواعد واللوائح الرسمية.

#### عضوية الأسرة
المعيشية — شخص أو أكثر يتشاركون في السكن الرئيسي، ويتشاركون الوجبات أو مساحة المعيشة 
- شخص واحد
- عائلة
  - الوالد/الوالدة الوحيد(ة)
  - الأسرة النواتية (العائلة المباشرة)
  - الزوج
    - الزوج
    - زوجة

  - الأبوين
    - الآب
    - الأم
    - زوج الأم
    - زوجة الأب
    - ولي الأمر

  - طفل
    - ابن
    - ابنة
    - ربيب
    - ولد من الزواج

  - أخوان
    - شقيق
    - أخت
- الأسرة من الزواج
- عشيرة
  - الجدين
  - جد
  - جدة
  - حفيد
  - حفيدة
  - اخو الأب أو الام
  - عمة
  - ولد عم
  - ابن أخ
  - ابنة الاخ
- الأسرة في القانون
  - ووالد بالتبنى
  - حماة "أم الزوج أو أم الزوجة
  - شقيق الزوج
  - أخت الزوج أو اخت الزوجة
- القرابة
  - قرابة
  - التقارب
  - القرابة الخيالية
- تغيير العلاقة
  - زواج
  - تبني
  - نهاية العلاقة
    - انفصال
    - طلاق
    - إنكار النسب
    - تحرير
    - ترمل
- الجوانب المنزلية
  - الرعاية
  - أدوار الجنسين
  - الاقتصاد المنزلي
    - نموذج العائل

#### عضوية مجموعة النظراء
مجموعة الأقران
- مجموعة المصالح الخاصة –
- أصدقاء القلم –

#### عضوية المنظمات
المنظمة هي مجموعة اجتماعية تقوم بتوزيع المهام لتحقيق هدف جماعي. هناك مجموعة متنوعة من الأنواع القانونية للمنظمات، بما في ذلك:
- الشركات –
- الحكومات –
- المنظمات غير الحكومية –
- المنظمات الدولية –
- القوات المسلحة –
- المنظمات الخيرية –
- الشركات غير الهادفة للربح –
- الشراكات –
- التعاونيات –
- جامعات –

#### عضوية مجتمعية
تواصل اجتماعي
- المواطنة – العضوية في بلد أو أمة.
- الجار – عضو في الحي.
- عضو في المجتمع – المجتمع عبارة عن مجموعة من الأفراد تحددها حدود الترابط الوظيفي، وربما تشمل خصائص مثل الهوية الوطنية أو الثقافية أو التضامن الاجتماعي أو اللغة أو المنظمة الهرمية.

### العلاقات الحميمة
العلاقة الحميمة
- المساكنة — العيش معا دون الزواج.
- علاقة ملتزمة — علاقة شخصية مبنية على التزام متفق عليه بشكل متبادل مع بعضها البعض تنطوي على التفرد أو الأمانة أو الثقة أو أي سلوك متفق عليه يستخدم المصطلح بشكل شائع مع العلاقات غير الرسمية، مثل «علاقة ملتزمة»، ولكنه قد يشمل أي علاقة عندما يكون هناك التزام صريح.
  - صداقة حميمة — كونك أصدقاء مقربين
  - تودد
  - علاقة طويلة الأمد
    - الزواج الأحادي — وجود شريك جنسي واحد طويل الأجل أو الزواج من شخص واحد.
    - تعدد العلاقة الجنسية — وجود العديد من الشركاء الجنسيين على المدى الطويل.
    - تعدد الزيجات — الزواج من شركاء متعددين.
      - تعدد الأزواج — زواج المرأة من رجال متعددين.
      - تعدد الزوجات — زواج الرجل من عدة نساء.
      - تعدد الأزواج — الزواج من الرجال متعددة لنساء متعددة.

  - الاتحاد الحر
  - الارتباط
  - زواج
    - شركاء الزواج
      - الزوج
      - زوجة

    - أنواع الزواج
      - زواج مخطط له
      - الزواج القسري
      - زواج أبناء العمومة
      - الزواج المفتوح

  - اتحاد مدنى
- الشراكة المحلية
- صاحب
- صديقة
- العلاقة العائلية — العلاقة بين أفراد الأسرة. يميل أفراد الأسرة إلى تكوين علاقات شخصية وثيقة. انظر قسم الأسرة أعلاه.
- صداقة
- علاقة خارج إطار الزواج
- علاقة الحب والكراهية
- صداقة رومانسية
- فوضى العلاقة
- علاقة مثلية – علاقة بين شخصين من نفس الجنس.
- علاقة عارضة
- العلاقة التي تقودها النساء – العلاقة بين المرأة أو الزوجة

### العلاقات المهنية
- علاقة صاحب العمل بالعامل–

## العلاقات (أنشطة العلاقة)
- حل النزاعات –
- الرابطة البشرية –
- التواصل الشخصي –
- مهارات العلاقات الشخصية –
- تعليم العلاقات –
- الرفض الاجتماعي –
- زفاف –

### تشكيل العلاقة
التزاوج البشري هو العملية التي يبحث فيها الفرد عن شخص آخر بنية تشكيل علاقة أو زواج حميم طويل الأجل، ولكن في بعض الأحيان لعلاقة أو صداقة عارضة.
- الإعلان الشخصي –
- تلبية السوق –
- يمزح –
  - تلطيش –
- حدث فردي –
- الخطوبة –
  - مواعدة –
    - التعارف عن طريق الانترنت –
    - مشاركة بالمصاريف –
- زواج الأقارب – ممارسة الزواج داخل جماعة عرقية أو فئة أو مجموعة اجتماعية معينة، ورفض جميع الآخرين؛ على النقيض من زواج الغرباء.
- زواج ترفيع – التصرف أو الممارسة المتمثلة في البحث عن زوجة ذات مكانة اجتماعية اقتصادية أعلى، أو حالة طبقية أكثر من المرء؛ [3] النقيض من زواج تخفيض.

### العلاقات الجنسية
- النشاط الجنسي البشري –
  - الجماع الجنسي –
  - التبادل الجنسي –

### علاقات مختلة
- عائلة مختلة –
- تجاوز علائقي – انتهاك للقواعد العلنية الضمنية أو الصريحة.

#### العلاقات المسيئة
إساءة
- أساءة الأطفال
- إساءة معاملة المسنين
- إساءة المواعدة
- العنف المنزلي
- سوء المعاملة العاطفية
  - اعتداء لفظي
  - إشعال الفتيلة
  - سوء المعاملة المالية
- الخيانة الزوجية — خرق لتوقع التفرد الجنسي. وتسمى أيضا «الغش».
  - علاقة خارج إطار الزواج
    - الزنا
    - الجنس خارج نطاق الزواج
- إهمال
- العنف الزوجي

### نهاية العلاقة
- قطع العلاقة –
- الطلاق –
- الفصل القانوني –
- الترمل –

#### أسباب إنهاء العلاقة
- العلاقات المختلة – انظر قسم العلاقات المختلة وظيفيا أعلاه.
- اختلافات لا يمكن التوفيق بينها –
- تجاوز علائقي – انتهاك للقواعد العلنية الضمنية أو الصريحة.

### نظريات حول العلاقات الشخصية
- علم الاجتماع – نظرية العلاقات بين الأفراد [4] تشمل عمل عالم النفس كارل يونج في أنواع الشخصية مع نظرية أنتوني كيبيفسكي في استقلاب المعلومات.
- نظرية المرفقات – تصف ديناميات العلاقات طويلة الأجل بين البشر. أهم مبتدئها هي أن الرضيع يحتاج إلى تطويرعلاقة مع مقدم رعاية واحد على الأقل حتى يحدث التطور الاجتماعي والعاطفي بشكل طبيعي.
- نظرية التبادل الاجتماعي – منظور اجتماعي - نفسي وسوسيولوجي يفسر التغيير الاجتماعي والاستقرار كعملية للتبادلات المتفاوض عليها بين ذوي العلاقة. يفترض أن العلاقات البشرية تتشكل من خلال تحليل التكلفة والعائد الذاتي ومقارنة البدائل.

## خصائص العلاقة
تشمل جوانب العلاقات ما يلي:
- التعلق في البالغين –
- التعلق في الأطفال –
- الانجذاب الشخصي – القوة التي تتصرف بين شخصين تميل إلى الجمع بينهما ومقاومة الانفصال، مما يؤدي إلى الصداقات والعلاقات الرومانسية. وهو متميز عن الجذب البدني.
- طاقة علاقة جديدة – حالة ذهنية تبداء في بداية العلاقات الجنسية والرومانسية، والتي تنطوي عادةً على تقبّل وإثارة عاطفية وجنسية مرتفعة.

### مراحل العلاقة
- المراحل التي ذكرت في نموذج العلاقات لجورج ليفنجر:
  1. المعرفة
  2. التطوير
  3. الإستمرار
  4. التدهور
  5. النهاية

### المشاعر والأحاسيس
- حب
  - الحب العائلي
  - حب الوالدين
  - الحب الزوجي
  - حب أخوي
  - طاعة الوالدين
  - تبجيل
- رومانسية
- وله
- ألفة
- الغيرة
- عشق
- شغف
- حب عذري
- سيكولوجية الزواج الأحادي
- حب غير مشروط

### التوجهات الجنسية
- ثنائية التوجه الجنس
- مغاير الجنسة
- مثلي الجنس
- عديم الجنس
- مختلف عليه

### التوجهات الرومانسية
- توجه رومانسي
- توجه رومانسي انساني

## شركاء العلاقة
تشمل مصطلحات الشراكة في العلاقات الحميمة ما يلي:
- صديق حبيب / صديقة حبيبة
- المقربين
- عضو الأسرة
- صديق أو رفيق
- شريك الحياة /
- الزوج
- العشيقة
- توأم الروح
- الأخر المهم
- الشريك الجنسي

## إدارة العلاقات
- سعر العروس –
  - الصداق –
  - المهر –
- العرائس –
- عقد الحب –

### تدخل العلاقة
- العلاج الأسري –
- استشارات العلاقة –

## تطوير العلاقات
تشمل المصطلحات التي تدل على تطوير العلاقة بين الأشخاص:
- مهارات الناس –
- التدريب على الاتصالات –
- الذكاء العاطفي –
- معرفة القراءة والكتابة العاطفية –
- الذكاء الاجتماعي –
- المهارات الاجتماعية –
- السوسيونيك

## عدم وجود علاقة حميمة
- العانس –
- التبتل –

## الرومانسية والحميمية
الخطوبة –
الرومانسية –
- ءأسماء الدلع
- التواصل بين الأشخاص
  - وجها لوجه
  - رسالة حب
  - هاتف
  - الرومانسية على الإنترنت
- رومانتيكية
  - الشعر
  - رسم
  - لوحة
- التعارف
  - طبخ
  - زوجان يرقصان
  - أفلام
  - النجوم
  - لحن غرامي

العلاقة الحميمة –
- الحميمية الجسدية
  - مؤثر
    - المناطق المثيرة للشهوة الجنسية

  - الاحتضان
    - الذراع حول الكتف
    - الذراعين حول البطن
    - وجها لوجه على الكتف
    - وجها لوجه
    - عناق

  - اتصال العين
  - يدا بيد
  - تقبيل
    - التمريغ
- العلاقة الحميمة العاطفية
  - حب
  - قبول
  - الغيرة
  - العطف
  - تعاطف، عطف
  - شوق

## آخر
- العدوى العاطفية – الميل للقبض على المشاعر التي تتشابه مع الآخرين وتتأثر بها.
- علاقة عارضة – علاقة جنسية دون التزامات إضافية لعلاقة رومانسية أكثر رسمية.
- الاضطراب العلائقي – الاضطراب العقلي الذي يعزى إلى العلاقة وليس إلى أي فرد في العلاقة.
- الطغيان العاطفي –
- علاقة قوة متساوية –
- الخوف من الالتزام –
- منطقة الأصدقاء –
- علاقة الإنترنت –
- وقت الجودة –
- تروق متبادل –
- الاحترام –
- رأس المال الجنسي –
- مدة التحبيب –
- شريك الغرفة –
- الجذب الشخصي –
- قلب مكسور –
- علاقة طويلة المدى –
- الزواج – التزام اجتماعي ملتزم تجاه شريك
- العلاقة التي تقودها النساء – التزام رومانسي حيث تكون المرأة هي الشريك الرئيسي
- الخيانة الجنسية – وجود علاقة جنسية خارج علاقة تفرض الالتزام بعدم وجود شركاء جنسيين آخرين
- الإخلاص الجنسي – عدم وجود شركاء جنسيين آخرين غير الشري الملتزم حتى بشكل مؤقت
- الزواج الأحادي التسلسلي – وجود سلسلة من العلاقات الزوجية الأحادية، واحدة تلو الأخرى
- حب متعدد – يشمل مجموعة واسعة من العلاقات، بما في ذلك العلاقات المذكورة أعلاه: قد تتضمن العلاقات المتعددة العلاقات علاقات ملتزمة وغير عادية
- فوضى العلاقة – نظرية تشكك في فكرة الحب باعتبارها شعورًا خاصًا ومحدودًا حقيقيًا فقط إذا كان مقصورًا على شخصين فقط، في أي لحظة.
- الاختلاط الجنسي – وجود شركاء جنسيين غير رسميين (مقارنة مع العفة)
- المودة –
- المواعدة غير الرسمية –
- قبلة –
- تقاليد التقبيل –
- العلاقة الحميمة العاطفية –
- الرابطة النسائية –
- شريك الحياة –
- تنظيم الحوفي –
- الرنين الحوفي –
- مراجعة الحوفي